# Герб комуни Еребру
Герб комуни Еребру (швед. Örebro kommunvapen) — символ шведської адміністративно-територіальної одиниці місцевого самоврядування комуни Еребру. 

## Історія
Від XІV століття місто Еребру використовувало герб. Він був зафіксований на печатці 1331 року. 

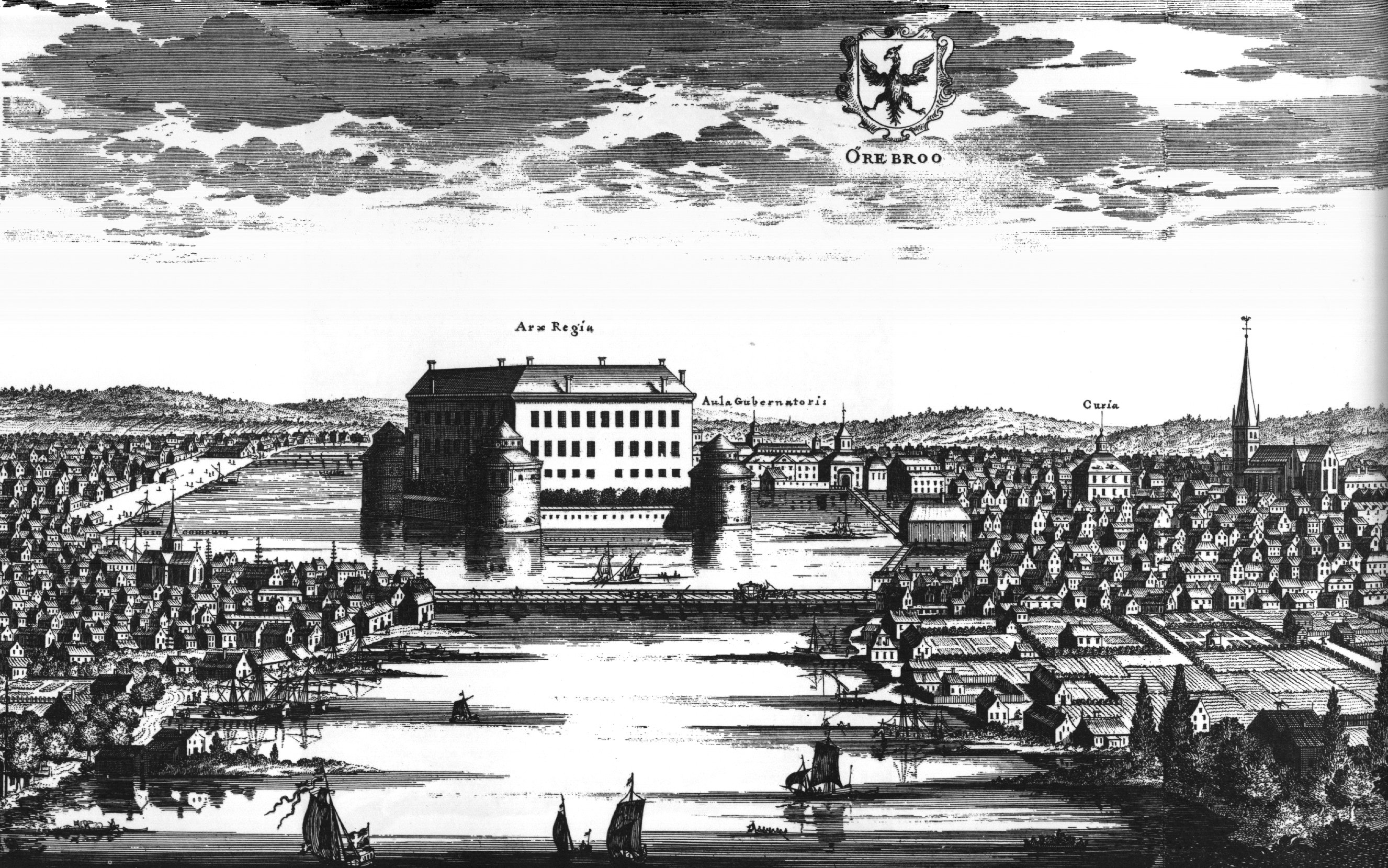
Герб на гравюрі з панорамою міста Еребру (біля 1700 р.)

Герб міста Еребру отримав королівське затвердження 1915 року.   
Після адміністративно-територіальної реформи, проведеної в Швеції на початку 1970-х років, муніципальні герби стали використовуватися лишень комунами. Цей герб був 1971 року перебраний для нової комуни Еребру.
Герб комуни офіційно зареєстровано 1974 року.

## Опис (блазон)
У золотому полі чорний орел з повернутою ліворуч головою, з червоними дзьобом, язиком і лапами, обабіч голови — синя шестипроменева зірка та такий же півмісяць ріжками ліворуч.   

## Зміст
Сюжет герба базується на сюжеті з печатки міста з ХІV століття. До зображення орла пізніше додано ще зірку та півмісяць.